# Сморгонський район
Сморго́нський райо́н — адміністративна одиниця Білорусі, Гродненська область.
| Білорусь | Це незавершена стаття з географії Білорусі. Ви можете допомогти проєкту, виправивши або дописавши її. |